# تأثيرات الحشيش

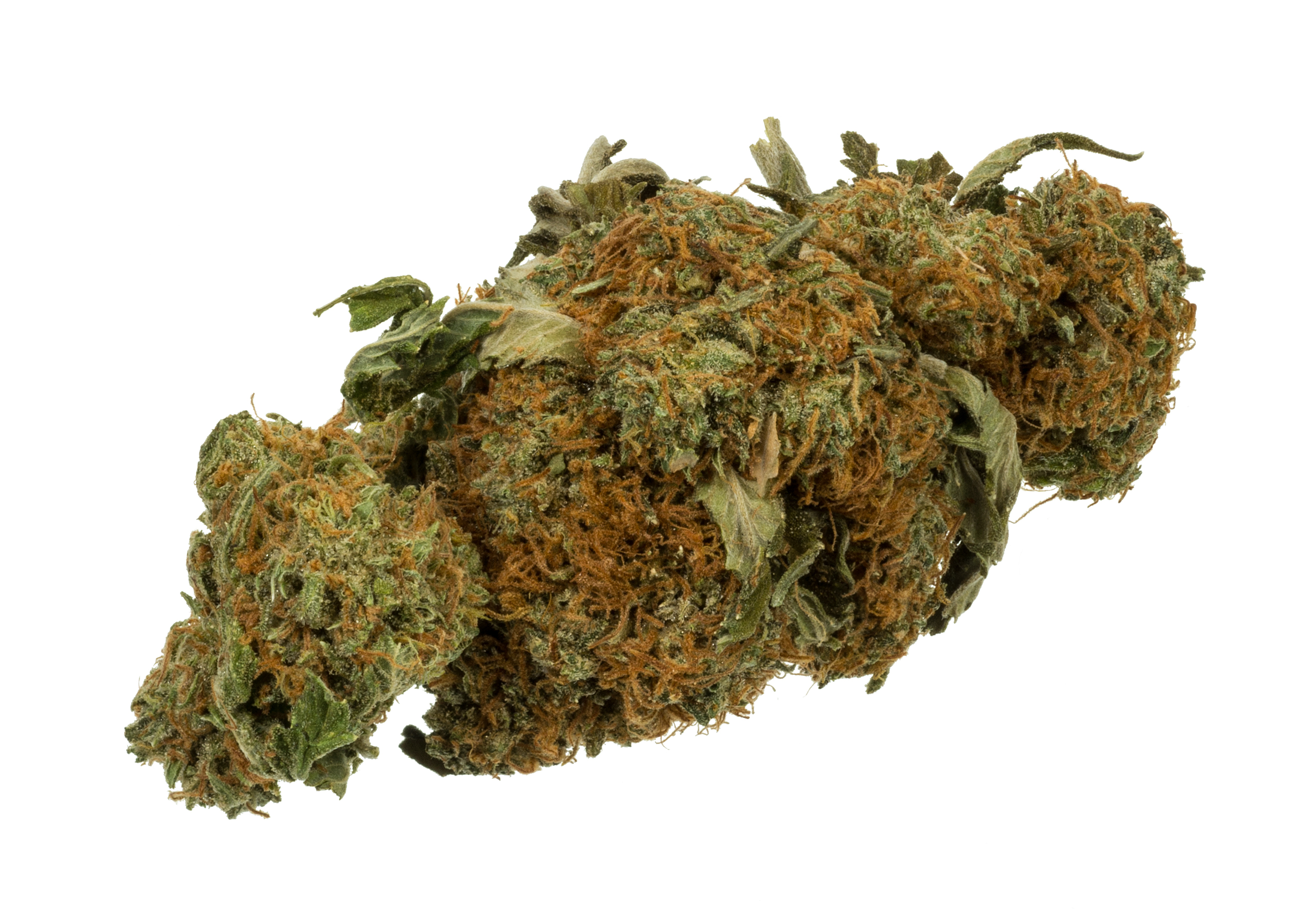

آثار القنب  أو الحشيش أو القنب الهندي، والحشيش هو السائل المجفف المستخرج من نبات القنب. والآثار الأولية لاستخدام نبات القنب سببها من المركبات الكيميائية في محتوى النبات حيث يحتوي على ما يقارب 400 مادة مخدرة مختلفة عن بعضها البعض، منها مادة تتراهيدروكانابينول اختصار THC . 
استخدام أو تعاطي نبات القنب «الحشيش» ينتج عنه آثار نفسية وفيسيولوجية على الجسد البشري، وهناك عدة فصائل من نبات القنب مختلفة التراكيز عن بعض في مركباتها المخدرة مثل تركيز مادة THC والتي عند استخدام جرعات كبيرة منها قد يؤدي لحدوث هلوسات سمعية وبصرية، وتتضمن التأثيرات الحادة من جرعات الحشيش كلا من: النشوة والقلق.
مادة الكنابيدول CBD : هي مادة مخدرة أخرى موجودة في الحشيش بكميات مختلفة، وقد تبين بالتجربة من بعض المستخدمين فائدتها للتخفيف من الآثار السلبية لل THC .
أعاق القانون الاتحادي في الولايات المتحدة البحث عن الفوائد الطبية للحشيش.
تدخين أي مادة سيحمل نفس مخاطر تدخين الماريجوانا بسبب المواد المسرطنة الموجودة في الدخان، الاستنتاجات النهائية على هذه العوامل متنازع عليها.
يعرف استخدام الحشيش بأنه «استخدام اضطرابي» كتشخيص طبي في النسخة المنقحة الخامسة من الدليل التشخيصي والإحصائي للاضطرابات العقلية.

## الآثار على المدى القصير
تكون آثار الحشيش على المدى القصير واضحة في غضون ثواني عند التدخين وواضحة تماماً في غضون بضع دقائق، عادة ما يدوم التاثير لمدة 1-3 ساعات، وتتفاوت حسب الشخص ونوع الحشيش.
بعد ابتلاع الحشيش عن طريق الفم، يتأخر ظهور التأثير النسبي للحشيش مابين 30 دقيقة إلى ساعتين، لكن الفترة تطول بسبب الامتصاص البطيء، وقد لوحظ في مدة التعاطي لقترة طويلة، استخدام متكرر وجرعات أكبر من المواد المخدرة.

### الآثار النفسية
الآثار النفسية للحشيش، تعرف ب (الإحساس بالابتهاج)، وهي شي شخصي وتختلف حسب الشخص وطريقة الاستخدام.
عندما يدخل ال THC إلى الدم ويصل إلى الدماغ، يلزم مستقبلات الحشيش تجنيد الذاتية من هذه المستقبلات وهي الأناداميد، الآثار التي تحاكي ال THC. وهذا التحول لنتائج مستقبلات الحشيش في تغيرات لمستويات النواقل العصبية المختلفة وخاصة الدوبامين والنورابينافيرين.
الناقلات العصبية التي ترتبط بشدة مع التأثيرات الحادة الناتجة عن تعاطي الحشيش مثل النشوة والقلق، بعض الآثار يمكن أن تتضمن تغير عام للإدراك الواعي والنشوة ومشاعر العافية والاسترخاء أو الحد من الإجهاد وزيادة التقدير من الفكاهة والموسيقى (خاصة المميزين في مختلف المكونات/الأدوات) أو الفنون أو المرح وما وراء المعرفة أو التأمل وتعزيز الذاكرة (الذاكرة العرضية) وزيادة الشهوانية وزيادة الوعي بالإحساس وزيادة الرغبة الجنسية والإبداع. التجريد أو التفكير الفلسفي واضطراب الذاكرة الخطية وجنون العظمة وأيضا القلق.
القلق أو التأثير الجانبي هو الأثر الأكثر شيوعاً من تدخين الماريجوانا حيث بين 20 و 30% من مستخدمي الترفيهية يعانون من شدة القلق أو نوبات ذعر بعد تدخين الحشيش.
على أية حال، بعض تقارير القلق بعد عدم تدخين الحشيش لفترة طويلة من الوقت، والعوامل الرئيسية التي تسهم في هذا القلق هو انعدام الخبرة واستخدامها في بيئة غير مألوفة.
الكنابيديول CBD هي مادة مخدرة أخرى موجودة في الحشيش بكميات مختلفة، للتخفيف من آثار THC السلبية بما في ذلك القلق المجرب من بعض المستهلكين.
ينتج الحشيش أيضاً العديد من التأثيرات الذاتية والتأثيرات العالية الملموسة مثل زيادة التمتع بنكهة الطعام والرائحة وتمييز التشوهات في إدراك الزمان والمكان (حيث تعاني من «اندفاع» صف الأفكار من الذاكرة طويلة الأمد يمكن أن تصنع انطباع شخصي من الوقت الطويل المنقضي، بينما على مدار الساعة تكشف أنه لم يمضي سوى وقت قصير).
في الجرعات المرتفعة، يمكن للآثار أن تتضمن تغير في صورة الجسم والأوهام السمعية و/أو البصرية وشبه الهلوسة وترنح من الضعف الانتقائي من ردود فعل عديدة التشابكات، وفي بعض الحالات، يمكن للحشيش أن يؤدي إلى حالات فصامية مثل تبدد الشخصية والغربة عن الواقع.
يستخدم عادة أي حلقة من الاضطراب العقلي الحاد الذي يصاحب تعاطي الحشيش بعد 6 ساعات، ولكن في حالات قليلة، المتعاطين الشرهين قد يجدون أعراض مستمرة لأيام عده وإذا اقترنت الحلقة بالهجوم أو التخدير، قد يكون ضبط الكبح الجسدي أمر ضروري.
بينما العديد من العقاقير لها التأثير العقلي نفسه ويكون واضح في سلسة المنشطات أو الاكتئاب أو المهلوساتيس، الحشيش مزيج من جميع الخصائص، ربما يميل أكثر باتجاه المهلوسات أو المخدر، ولكن مع تأثيرات أخرى واضحة تماما كذلك. وعادة يعتبرال THC النشط الأساسي من نبات الحشيش، اقترحت الدراسات العلمية المختلفة أن بعض المواد المخدرة الأخرى مثل ال CBD تلعب دورا مهما أيضا في التأثير النفسي.

### الآثار الجسدية
تشمل بعض التأثيرات الجسدية على المدى القصير من تعاطي الحشيش تزايد في سرعة القلب وجفاف الفم واحمرار العينين (احتقان في الأوعية الدموية الملتحمة) وانخفاض في الضغط داخل العين والاسترخاء العضلي والإحساس باليدين والقدمين الباردتين أو الساخنتين.
تظهر ال EEG أو موجات ألفا الكهربائية ثباتاً إلى حداً ما وترددات أدنى قليلا عن المعتاد، وتنتج المواد المخدرة «الاكتئاب الواضح في النشاط الحركي» عن طريق تنشيط مستقبلات الحشيش العصبية الذي ينتمي إلى سلالة CB1.

### المدة
تحدث مستويات الذروة المرتبطة بتسمم الحشيش تقريبا 30 دقيقة بعد تدخينه وتستمر لساعات عديدة.

#### المدخنة
يستند مجموع الفترة على المدى القصير من تعاطي الحشيش عند المدخن على قوة ومقدار التدخن. عادة تستمر مستويات الذروة من التسمم لعدة ساعات.

#### عن طريق الفم
تأخذ الآثار النفسية وقت أطول لتظهر عند تناوله عن طريق الفم (على شكل كبسولات، الطعام والشراب)، وبشكل عام تستمر لفترة أطول، وعادة دائمة من 4 إلى 10 ساعات بعد الاستهلاك وعند تناول جرعات زائدة جدا قد تدوم لفترة أطول، أيضا الابتلاع عن طريق الفم يلغي الحاجة إلى استنشاق نواتج الاحتراق السامة التي أنشئها التدخين، وبالتالي يبطل احتمال وقوع ضرر في الجهاز التنفسي المرتبط بتدخين الحشيش.

### الآثار العصبية
تتسق المناطق الدماغية حيث توجد مستقبلات الحشيش بكثرة سائد مع الآثار السلوكية الناتجة عن المواد المخدرة، المناطق الدماغية حيث مستقبلات الحشيش كثيرة جدا هي العقد العصبية القاعدية المرتبطة بالمراقبة الحركية.
المخيخ، ويرتبط مع تنسيق حركة الجسد.
الحصين، ويرتبط مع التعليم والذاكرة والسيطرة الإجهاد.
القشرة الدماغية، ترتبط بالوظائف المعرفية العليا.
النواة المتكئة، التي تعتبر مركز المكافأة في المخ ومناطق أخرى حيث تتركز مستقبلات الحشيش باعتدال هي منطقة ما تحت المهاد، التي تنظم وظائف التماثل الساكن.
اللوزة الدماغية، وترتبط مع الاستجابات العاطفية والخوف.
النخاع الشوكي، ويرتبط مع الأحاسيس الطرفية مثل الآلام. جذع الدماغ، ويرتبط مع النوم والإثارة والتحكم الحركي.
نواة الجهاز الانفرادي، ويرتبط مع الأحاسيس الباطنية مثل الغثيان والتقيؤ.
لقد أظهرت التجارب على الحيوانات والأنسجة البشرية تعطيل تشكيل الذاكرة على المدى القصير، الذي يتسق بغزارة مستقبلات CB1 على الحصين ومنطقة الدماغ المرتبطة بشكل وثيق مع الذاكرة. تمنع المواد المخدرة إطلاق العديد من الناقلات العصبية في الحصين مثل أستيل وبافرازوالغلوتامات، مما أدى إلى انخفاض كبير في نشاطات الخلايا عصبية في تلك المنطقة وهذا الانخفاض في النشاط يشبه «آفة الحصين المؤقتة.»
في تجارب ال THC المخبرية بتركيزات مرتفعة للغاية، التي لا يمكن التوصل إليها مع الجرعات الذي يشيع تناولها، تسبب إعاقة التنافسي لأنزيم أستيلكولينستراز وتثبيط -β اميلويد الببتيد التجميع المتورط في تطور الإصابة بمرض الزهايمر.
مقارنة بالأدوية المعتمدة حاليا وصف لعلاج مرض الزهايمرTHC هو المانع المتفوق إلى حد كبير للتجميع A، وتقدم هذه الدراسة آلية جزيئية غيرمعترف بها سابقا من خلال جزيئات الحشيش التي قد تؤثر على تقدم هذا المرض الموهن.

### التأثيرات على القيادة
في حين أظهرت عدة دراسات زيادة المخاطر المرتبطة بتعاطي الحشيش على السائقين، لم تظهر دراسات أخرى تلك الزيادة في المخاطر. وقد أظهرت بعض الدراسات أن استخدام الحشيش يكون له تأثير سلبي على إمكانية القيادة. أشارت مجلة طبية بريطانية أن «السائقين الذين يتعاطون الحشيش خلال ثلاث ساعات من القيادة تقريبا لدبهم ضعف احتمالية التعرض لحادث تصادم كأولئك الذين ليسوا تحت تأثير المخدرات أو الكحول».
في الحشيش والقيادة: وجدت مراجعة الأدبيات وتسجيل الأحداث وإدارة المملكة المتحدة لنقل البيانات على الحشيش والقيادة أن «الحشيش يعطل سلوك القيادة»
ومع ذلك، يظهرهذا الانخفاض الذي يتم بواسطة تلك المواد تحت علاج الحشيش الإدراك بأنهم في الواقع يعانون من ضعف، حيث من شأنه أن يعوضهم، على سبيل المثال/ آثار سلوك القيادة موجودة حتى بعد ساعة من التدخين ولكنها لا تستمر لمدة طويلة.
يلخص تقرير المعلومات الحالية عن آثار الحشيش على القيادة ومخاطر الحوادث على أساس مراجعة الأدبيات متوفرة نشرت منذ عام 1994 وآثار الحشيش استنادا على مهام المختبر. حددت الدراسة الشباب الذكور، بينهم متعاطين الحشيش بكثرة وزيادة، ومتعاطين الكحول شائع أيضا، كمجموعة مخاطر لحوادث المرور.
السبب وفقا للتقرير، قلة الخبرة والعوامل التابعة للشباب المرتبطة بالمجازفة والانحراف والتحفيز. قد تصل هذه المتغيرات الديموغرافية والنفسية والاجتماعية لكل من تعاطي المخدرات ومخاطر الحوادث، مما يمثل علاقة صناعية بين تعاطي المخدرات وارتباطه بالحوادث.
تظهر نتائج كيلي ودارك وروس تماثل مع الدراسات المخبرية بدراسة آثار الحشيش على المهارات المستخدمة أثناء القيادة التي تبين ضعف في الملاحظة والانتباه ووقت رد الفعل وذاكرة قصيرة المدى وتناسق بين اليد والعين واليقظة ووقت ومسافة الإدراك واتخاذ القرارات والتركيز.
توصلت مراجعة EMCDDA أن «التأثير الشديد للجرعات المعتدلة أو الأعلى من الحشيش يضعف المهارات ذات الصلة بقيادة آمنة ومخاطر الإصابة» وتحديدا «الاهتمام والملاحظة والمهارات النفسية الحركية». وتوصلت مراجعة كيلي وآخرون لقيادة دراسات المحاكاة إلى أن هناك أدلة على الضعف تعتمد على الجرعة في قدرة السائقين المتضررين من الحشيش للسيطرة على المركبة في مجالات القيادة والسيطرة المتقدمة والسرعة المتغيرة والسيارة التالية وفترة رد الفعل وطريق المواقع وأشار الباحثون إلى أنه «حتى أولئك الذين تعلمو التعويض عن آثار إضعاف المخدرات والانخفاض الكبير في الأداء، لا يزال عليهم تعين المراعاة في ظل ظروف أداء العمل العام (أي عند عدم وجود حالات طارئة تعرض للحفاظ على تعويض الأداء)».